# Occidental (Californie)
Occidental est une census-designated place du comté de Sonoma, dans l'État de Californie, aux États-Unis,. En 2020, elle compte une population de 1 132 habitants.